# Maps (canção)
"Maps" é uma canção da banda norte-americana Maroon 5, gravada para o seu quinto álbum de estúdio V. Foi composta por Adam Levine, Ryan Tedder, Benjamin Levin, Ammar Malik e Noel Zancanella e produzida por Benny Blanco, Tedder e Zancanella. O seu lançamento ocorreu a 16 de Junho de 2014 através da Interscope Records, servindo como primeiro single do disco.

## Desempenho nas tabelas musicais

### Posições
| Tabela musical (2014)                      | Melhor posição |
| ------------------------------------------ | -------------- |
| Austrália - ARIA Singles Chart             | 37             |
| Brasil - Brasil Hot 100 Airplay            | 5              |
| Canadá - Canadian Hot 100                  | 1              |
| Coreia do Sul - Gaon Digital Chart         | 1              |
| Estados Unidos - Billboard Hot 100         | 6              |
| Estados Unidos - Billboard Pop Songs       | 8              |
| Estados Unidos - Billboard Adult Pop Songs | 6              |
| Itália - FIMI                              | 4              |
| Japão - Japan Hot 100                      | 35             |
| Nova Zelândia - NZ Top 40 Singles Chart    | 16             |
| Reino Unido - UK Singles Chart             | 2              |

## Histórico de lançamento
| País           | Data                 | Formato           | Editora discográfica |
| -------------- | -------------------- | ----------------- | -------------------- |
| Austrália      | 16 de Junho de 2014  | Descarga digital  | Interscope           |
| França         | 16 de Junho de 2014  | Descarga digital  | Interscope           |
| Itália         | 16 de Junho de 2014  | Rádios mainstream | Interscope           |
| Portugal       | 16 de Junho de 2014  | Descarga digital  | Interscope           |
| Canadá         | 17 de Junho de 2014  | Descarga digital  | Interscope           |
| Estados Unidos | 17 de Junho de 2014  | Descarga digital  | 222, Interscope      |
| Estados Unidos | 17 de Junho de 2014  | Rádios mainstream | 222, Interscope      |
| Reino Unido    | 24 de Agosto de 2014 | Descarga digital  | Interscope           |